# Earl of Godolphin

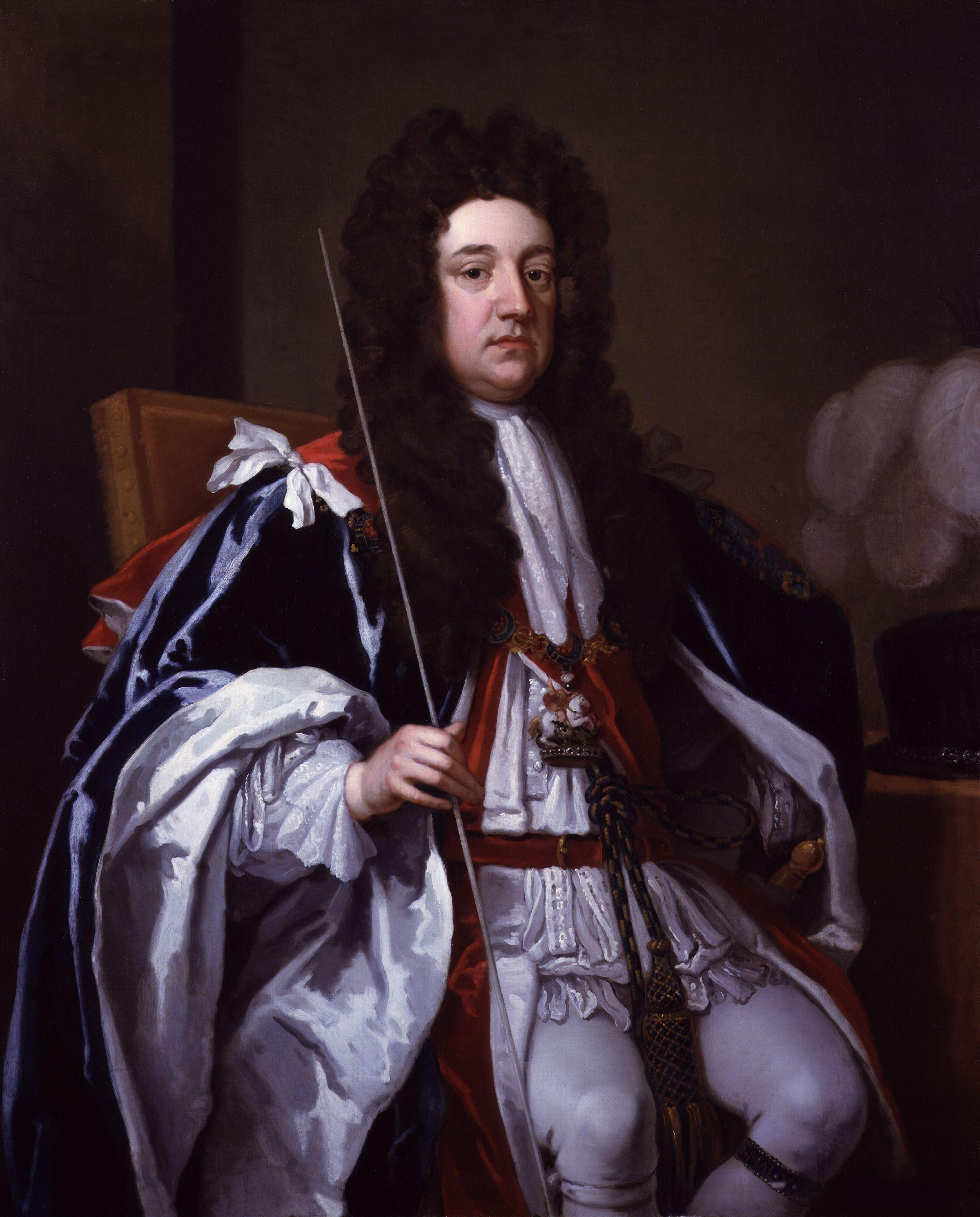
Sidney Godolphin, 1. Earl of Godolphin

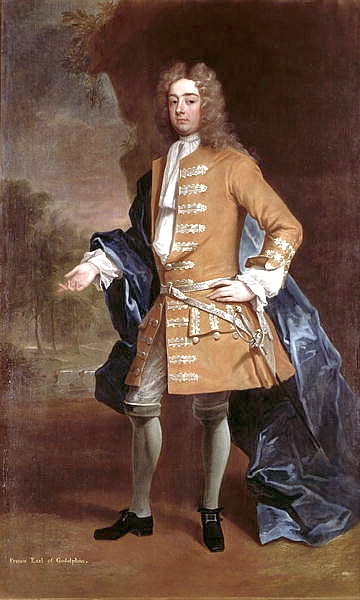
Francis Godolphin, 2. Earl of Godolphin

Earl of Godolphin war ein erblicher britischer Adelstitel in der Peerage of England.
Stammsitz der Earls war Godolphin House bei Helston in Cornwall.

## Verleihung und nachgeordnete Titel
Der Titel wurde am 26. Dezember 1706 für den Lord High Treasurer Sidney Godolphin, 1. Baron Godolphin aus der Familie Godolphin geschaffen.
Mit der Earlswürde wurde gleichzeitig der nachgeordnete Titel Viscount Rialton, of Rialton in the County of Cornwall, in der Peerage of England verliehen. Bereits am 28. September 1684 war der erste Earl in der Peerage of England zum Baron Godolphin, of Rialton in the County of Cornwall, erhoben worden.
Beim Tod des ersten Earl erbte dessen Sohn Francis den Titel. Aus seiner Ehe mit Henrietta Churchill, 2. Duchess of Marlborough, hatte Francis einen Sohn, William Godolphin, Marquess of Blandford, der allerdings 1731 vor ihm kinderlos verstarb. In Folge dieses Todesfalls wurde für den zweiten Earl am 23. Januar 1735 der Titel Baron Godolphin, of Helston in the County of Cornwall, in der Peerage of Great Britain geschaffen mit der besonderen Nachfolgeregelung, dass dieser Titel auch an männliche Nachfahren seines verstorbenen Onkels Henry Godolphin, Dekan von St. Paul’s, vererbbar sei. So fiel beim Tod des zweiten Earls 1766, der letztere Titel an dessen Cousin Francis Godolphin, 2. Baron Godolphin, während seine weiteren Titel erloschen, da er keine überlebenden männlichen Abkömmlinge hatte.

## Liste der Earls of Godolphin (1706)
- Sidney Godolphin, 1. Earl of Godolphin (1645–1712)
- Francis Godolphin, 2. Earl of Godolphin (1678–1766)